# La Dernière Étape
Pour plus de détails, voir Fiche technique et Distribution.
La Dernière Étape (Ostatni etap) est un drame réalisé par Wanda Jakubowska, sorti le 28 mars 1947 sur les écrans polonais et en France en septembre 1948. C'est le premier film dont l'action se situe presque exclusivement au camp d'Auschwitz-Birkenau.

## Synopsis
Le film commence par l'arrestation de l'héroïne. La deuxième scène a déjà pour cadre Birkenau. Le film tout en décrivant la vie du camp s'attache au personnage de Helena qui accouche au Revier, l'infirmerie du camp. Le bébé est tué avec une piqûre par un médecin SS. Dès lors la narration s'organise autour de détenues qui « forment le noyau de solidarité internationale » et s'opposent aux SS et aux Kapos, Polonaises pour la plupart. 
Le film montre ensuite l'arrivée d'une locomotive symbole des convois qui se succèdent à Auschwitz. Le spectateur y fait la connaissance de Martha Weiss qui rejoindra le groupe des résistantes. Les différents aspects de la vie d'une déportée sont ensuite décrits du tatouage aux Kommandos de travail. Martha qui officie comme traductrice n'est pas rasée comme la plupart des déportées et peut garder ses vêtements civils. 
Lors d'une sélection des détenues juives à l'intérieur du camp, Martha rencontre Tadek, un jeune détenu polonais. À la fin du film, ils tentent tous deux de s'évader, sont repris et pendus dans le camp. Lors de leur pendaison, des avions alliés survolent Auschwitz. Marta meurt avec « un sourire de bonheur » en disant : « Ne laissez plus jamais Auschwitz se répéter. »

## Fiche technique et artistique
- Titre polonais : Ostatni etap
- Titre français : La Dernière Étape
- Titre anglais : The Last Stage
- Réalisation : Wanda Jakubowska
- Scénario : Wanda Jakubowska et Gerda Schneider
- Direction artistique :
- Directeur de la photographie : Borys Monastyrski
- Montage : Róża Pstrokońska
- Musique originale : Roman Palester
- Son : Jan Radlicz, Leonard Ksiezak
- Production : Film Polski
- Sociétés de production :
- Distribution : Next Film
- Pays d'origine : Pologne
- Langue : polonais
- Format : 35 mm - Mono - noir et blanc
- Long métrage de fiction - drame
- Durée : 85 minutes
- Dates de sortie : 
  -  Pologne : 28 mars 1947
  -  France : 23 septembre 1948
- Affiche : Paul Colin (France)

## Distribution
- Wanda Bartówna : Helena
- Barbara Drapińska : Marta Weiss
- Huguette Faget : Michele
- Tatiana Gouretskaia : Eugenia, médecin
- Antonina Górecka : Anna
- Maria Vinogradova : Nadia
- Barbara Fijewska : Anielka
- Maria Anna Redlichówna : Urszula
- Alina Janowska : Dessa
- Zofia Mrozowska : Tsigane
- Stanisław Zaczyk :  Tadek
- Stefan Śródka : Bronek
- Elżbieta Łabuńska : une détenue
- Jadwiga Chojnacka : une détenue
- Ewa Kunina : une détenue
- Barbara Rachwalska : Elza
- Anna Jaraczówna : Frida, la kapo
- Roma Rudecka : la kapo
- Zofia Niwińska : Laura
- Halina Drohocka : Lalunia
- Aleksandra Śląska : surveillante en chef
- Maria Kaniewska : surveillante
- Janina Morrisówna : surveillante
- Władysław Brochwicz : Hans Schmidt, commandant du camp
- Edward Dziewoński : médecin du camp
- Kazimierz Pawłowski : chef de la Gestapo
- Zygmunt Chmielewski : agent de la Gestapo
- Tadeusz Bartosik : agent de la Gestapo
- Zbigniew Filus : membre de la commission internationale
- Halina Głuszkówna : chef d'orchestre
- Artur Młodnicki : officier allemand
- Tadeusz Pluciński : soldat allemand
- Jerzy Rychter :
- Maria Kędzierska :
- Tadeusz Schmidt : officier de la Gestapo
- Zbigniew Skowroński : agent de la Gestapo
- Andrzej Szczepkowski : prisonnier d'Auschwitz
- Igor Śmiałowski : officier SS
- Anna Lutosławska : Urszula

## Origine du film
Wanda Jakubowska, résistante, emprisonnée à Pawiak puis internée à Auschwitz a l'idée de faire un film dès le début de sa détention. Mais très vite, elle décide de dépasser l'aspect autobiographique pour traiter de l'organisation du camp. Elle reçoit l'aide de ses camarades de déportation, principalement de la communiste allemande Gerda Schneider qui deviendra dans son film, Anna, une déportée communiste avec un matricule ancien. Après la guerre, elle continue à se documenter. Lors de la rédaction du scénario, elle décide de ne pas montrer les aspects les plus morbides d'Auschwitz comme les poux ou les tas de cadavres. Son scénario, refusé par la maison de production du gouvernement polonais est soutenu par le responsable soviétique des films de fiction, Mikhaïl Kalatozov.

## Tournage
Le tournage commence à Birkenau en juillet 1947. Pour reconstituer l'atmosphère de Birkenau, Wanda Jakubowska fait désherber le lieu et retourner la terre afin de retrouver la boue dans laquelle les détenues se déplaçaient. La plupart des 350 figurantes du film sont d'anciennes internées. Ce qui change c'est qu'elles n'ont plus l'aspect de squelettes ambulants. Les 27 acteurs professionnels viennent de pays différents.

## Analyse
Wanda Jakubowska annonce que son film est placé sous le signe de la vérité. Mais elle reprend un bon nombre d'erreurs véhiculées à l'époque. Par exemple, elle dit qu'à Auschwitz sont mortes quatre millions de personnes. Ce chiffre exagéré correspond à celui « décrété » par les Soviétiques lorsqu'ils ont libéré le camp. Elle ne dit pas non plus que 90 % des victimes étaient juives. 
La Dernière Étape est divisée en deux parties distinctes. La première partie est centrée sur la vie dans le camp et s'apparente à un document. La seconde met en avant un groupe de femmes résistantes et relève plutôt du domaine de la fiction. 
Les scènes qui décrivent la vie dans le camp sont saisissantes de vérité. On y retrouve les appels interminables des déportées alignées cinq par cinq, les châtiments sadiques, la sélection des déportés à la sortie du train, les amas de bagages abandonnés qui laissent penser que leurs propriétaires ont été anéantis. Mais le film ne dit pas si seuls les Juifs subissaient la sélection ou si c'était le sort commun des déportés. Les étapes de l'entrée au camp de celles qui ont été épargnées temporairement sont aussi très bien décrites. Les déportés se voient privées de leurs vêtements et de leurs bijoux, sont rasées, tatouées et doivent revêtir l'uniforme rayé. La vie au camp est elle aussi décrite de manière documentaire : Kommandos de travail, orchestre qui scande le départ des détenues pour les Kommandos et leur retour le soir, déportées épuisées...
La sélection des déportées juives à l'intérieur du camp est évoquée par une scène où les femmes sont mises avec une grande brutalité dans des camions. Peu de temps après, le spectateur voit de la fumée noire s'échapper. Cette scène a été reprise dans le film de Resnais Nuit et Brouillard.
Une autre scène qui clôt la première partie du film est inspirée des fait réels. Une déportée française Michèle est obligée par un SS à monter dans un camion en partance pour les chambres à gaz parce qu'elle a aidé des détenues juives à se soustraire à la sélection. Elle se met alors en entonner la Marseillaise qui est reprise par toutes les femmes du camion. C'est une allusion à l'arrivée à Auschwitz des résistantes françaises du convoi du 24 janvier 1943 entrées dans le camp en chantant l'hymne national français. C'est aussi une référence à Annette Épaud, une déportée française non juive gazée pour avoir aidé une juive attendant la mort.
La seconde partie du film commence avec la diffusion chez les déportées de l'annonce de la victoire de Stalingrad. Celui-ci est alors dominé par la propagande communiste. Les scènes finales de l'évasion et la pendaison de Martha et Tolek sont inspirées de l'histoire de Mala Zimetbaum et Edek Galinski.

## Carrière de film
La Dernière Étape  est sorti en 1948 en Pologne, Yougoslavie, Israël, Tchécoslovaquie et France. En 1949, il poursuit sa carrière dans de nombreux pays : Norvège, Bulgarie, États-Unis... Il sort même en Chine en 1954 et au Japon l'année suivante. En tout, il a été vu dans 49 pays. Il est considéré comme une œuvre majeure dans l'histoire du cinéma et de la Shoah. D'autres films se sont inspirés de lui et certaines scènes ont été reprises dans Nuit et brouillard, Le Journal d'Anne Frank par exemple.
En France, sa sortie a eu lieu sous le patronage de la FNDIRP le 23 septembre 1948. Le film est en succès dans les salles où il est diffusé,. Il bénéficie d'une critique élogieuse. Il est ensuite diffusé dans les ciné-clubs jusqu'au milieu des années 1960.

## Distinctions et récompenses
- Globe de cristal au 1er Festival international du film de Karlovy Vary en 1948 ;
- Grand prix au 3e Festival international de film de Marianskie Lazne en juillet 1948.